# Gorgiera (abbigliamento)

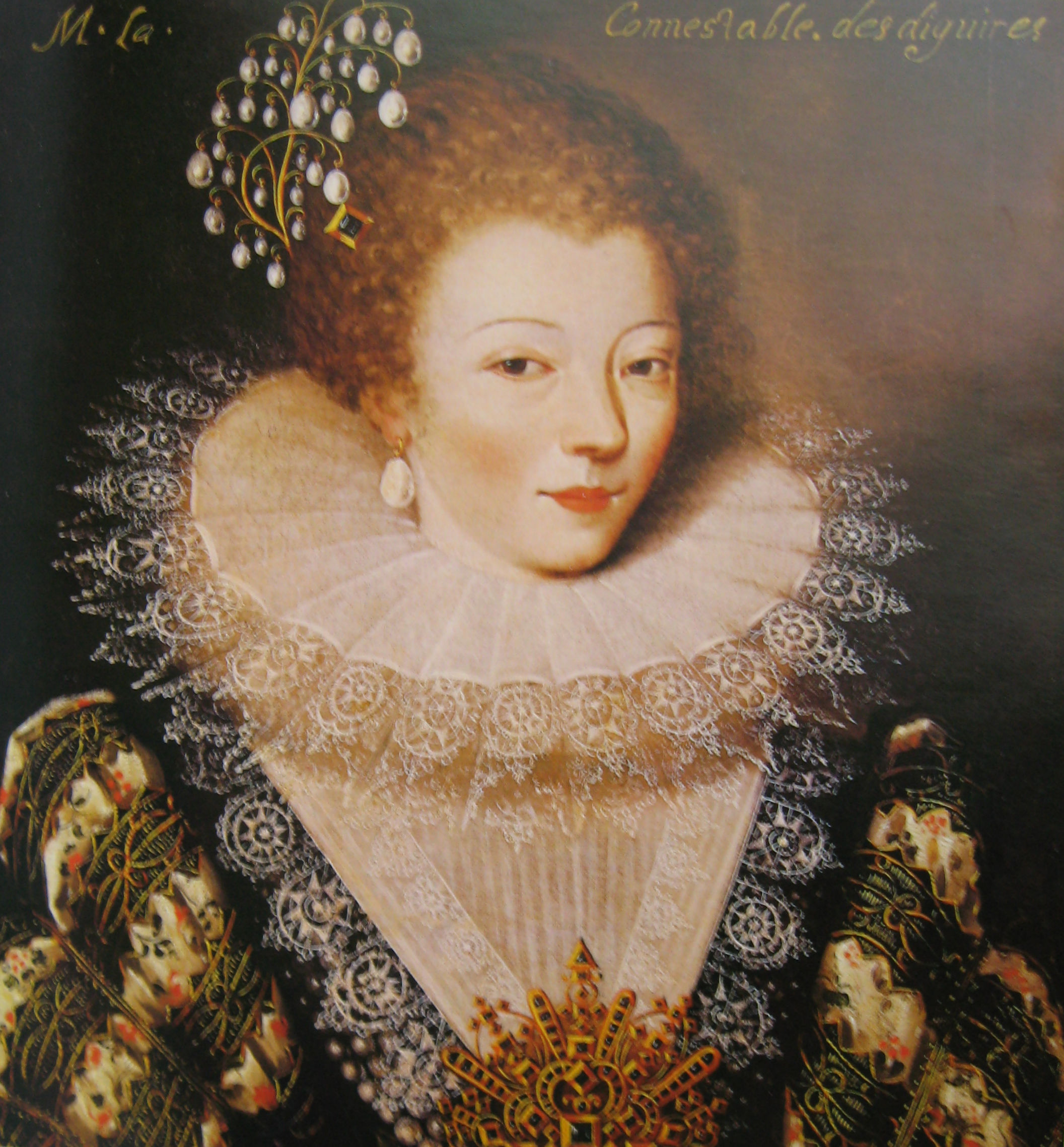
Gorgiera decorata con merletto a reticello, 1620

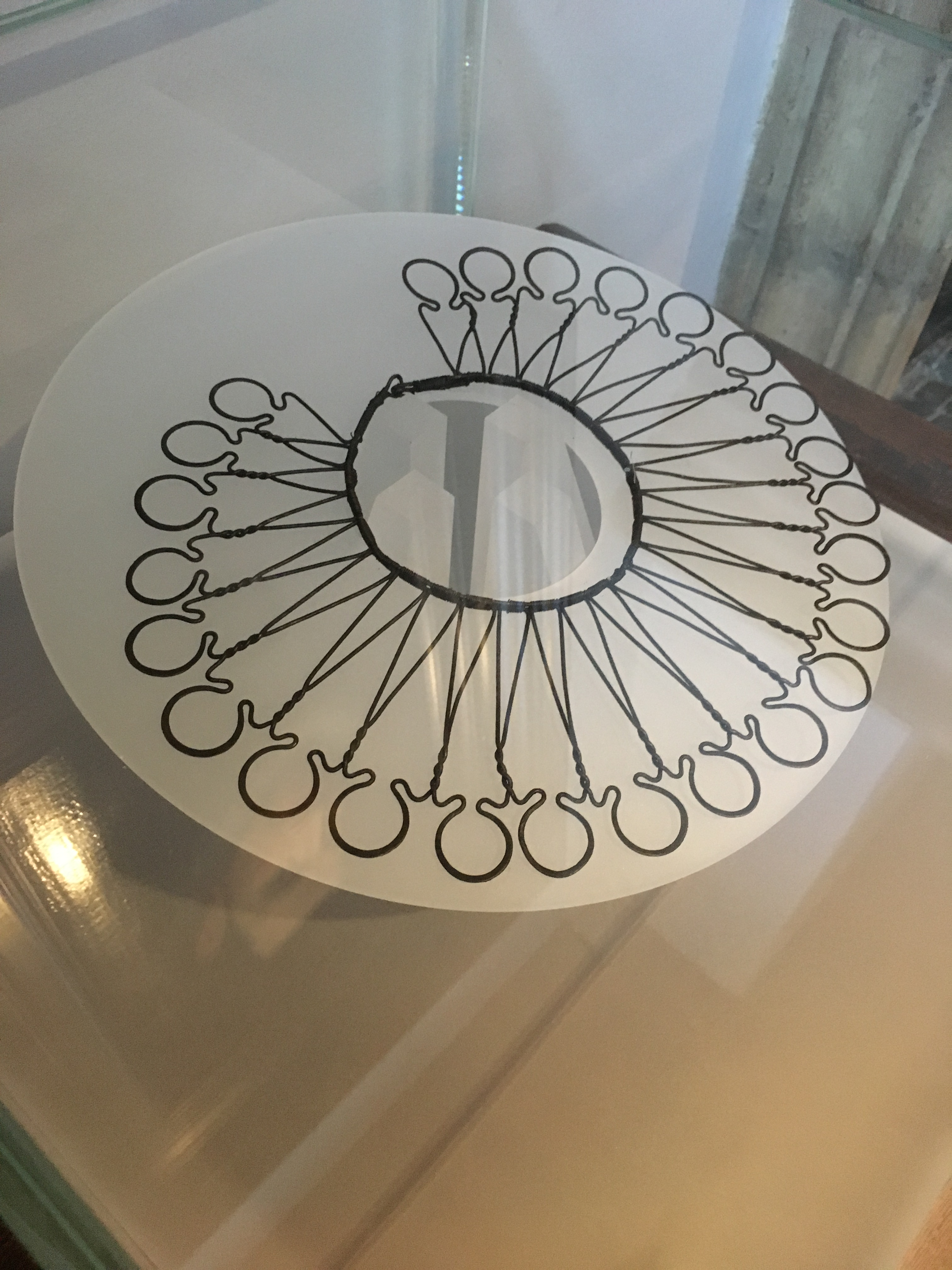
Supporto per gorgiera conservato al Rubenshuis di Anversa

La gorgiera è un colletto pieghettato che fa parte dell'abbigliamento aristocratico maschile e femminile dal XVI al XVII secolo. Il termine deriva dal francese gorge, parola tuttora usata per dire gola.

## Storia
La gorgiera comparve in Italia nella sua forma più semplice, attorno al 1530, quando la penisola cadde sotto il dominio spagnolo dell'Imperatore Carlo V d'Asburgo. All'inizio era scherzosamente chiamata lattuga ed era tutt'uno con la camicia bianca, che era pure dotata di polsini arricciati. La comparsa della gorgiera, insaldata con amido, era collegata con la moda degli abiti molto accollati. Verso la metà del secolo la sua misura aumentò notevolmente, fino ad arrivare, verso la fine del Cinquecento, a monumentali "ruote" in lino finissimo o totalmente in merletto. Ormai staccata dalla camicia, la gorgiera italiana si avvalse della maestria delle merlettaie veneziane che crearono veri e propri capolavori ad ago o a tombolo.
Tuttavia questo colletto era quanto mai scomodo. La testa si presentava su un grande piatto di lino pieghettato che irrigidiva ogni movimento, tanto più che cannucce nascoste lo tenevano in forma e lo rialzavano sulla nuca, moda - sembra - iniziata da Caterina de' Medici. Con l'avvento dei colli a bavera, ossia dei grandi colletti quadrati di pizzo di moda in Italia attorno al 1630 che si adagiavano morbidamente sulle spalle, la moda della gorgiera scomparve. In Germania e nelle Fiandre, sotto il nome di Duttenkragen, fu portata fino all'inizio del XVIII secolo, come testimoniano i dipinti di Rembrandt o Frans Hals. Ebbe tuttavia un breve ritorno di fiamma nell'Ottocento quando il gusto romantico, influenzato anche dal melodramma e dalla lettura dei romanzi storici, ripescò questo antico colletto, senza comunque tornare alle esagerazioni cinquecentesche.

### Archetipi medievali

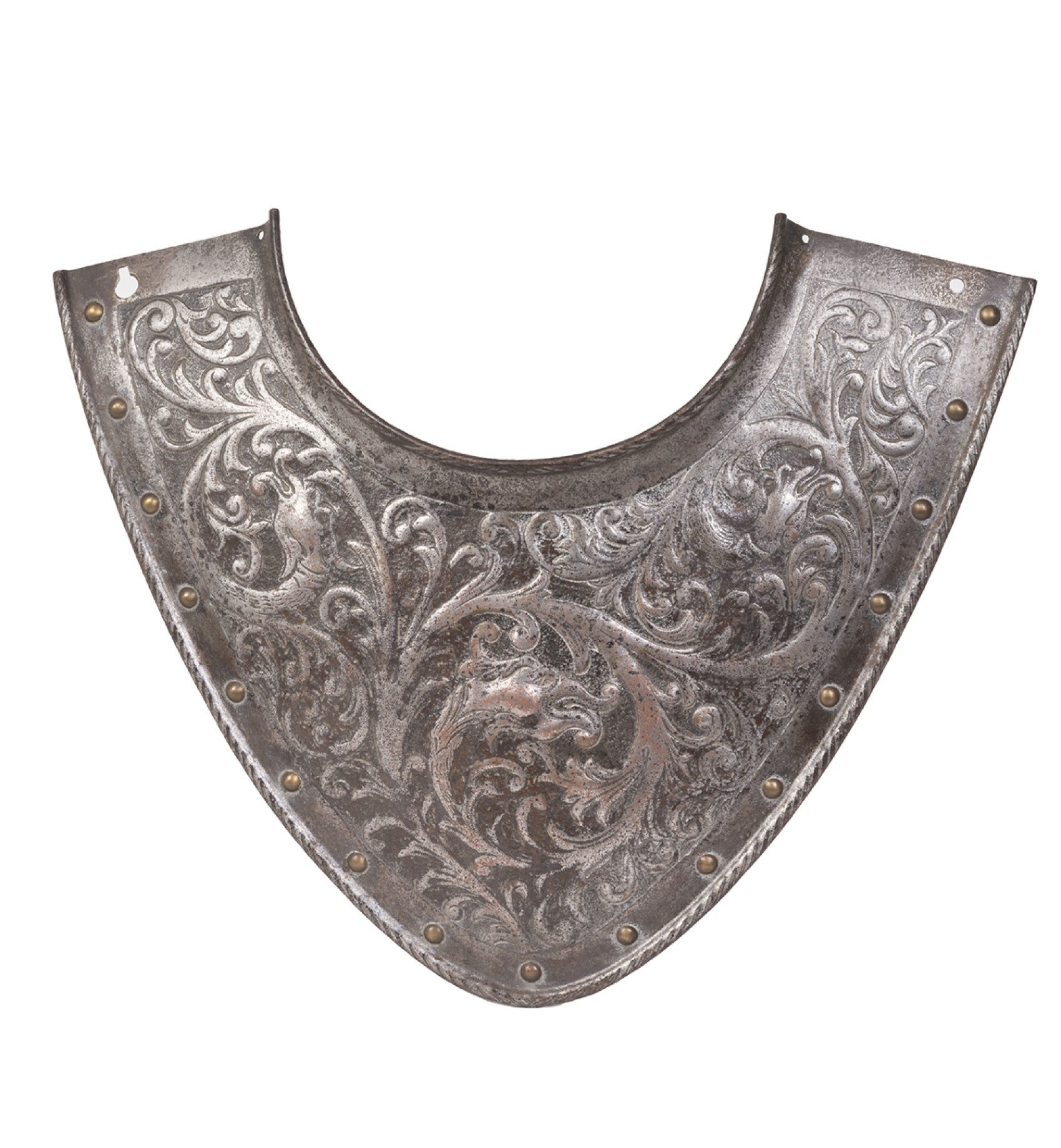
Gorgiera sbalzata, Italia settentrionale, XVI secolo

Il termine "gorgiera" era usato nel Medioevo per indicare sia certe parti dell'armatura poste a protezione della gola, sia la striscia di tela che nell'abbigliamento femminile fasciava il collo e il mento. Gorgierine, intese come gioielli o stoffe preziose finemente lavorate a cingere la gola, si ritrovano ancora negli inventari della seconda metà XV secolo, tuttavia le loro dimensioni si mantenevano modeste e per nulla vistose in confronto a quelle del secolo successivo.

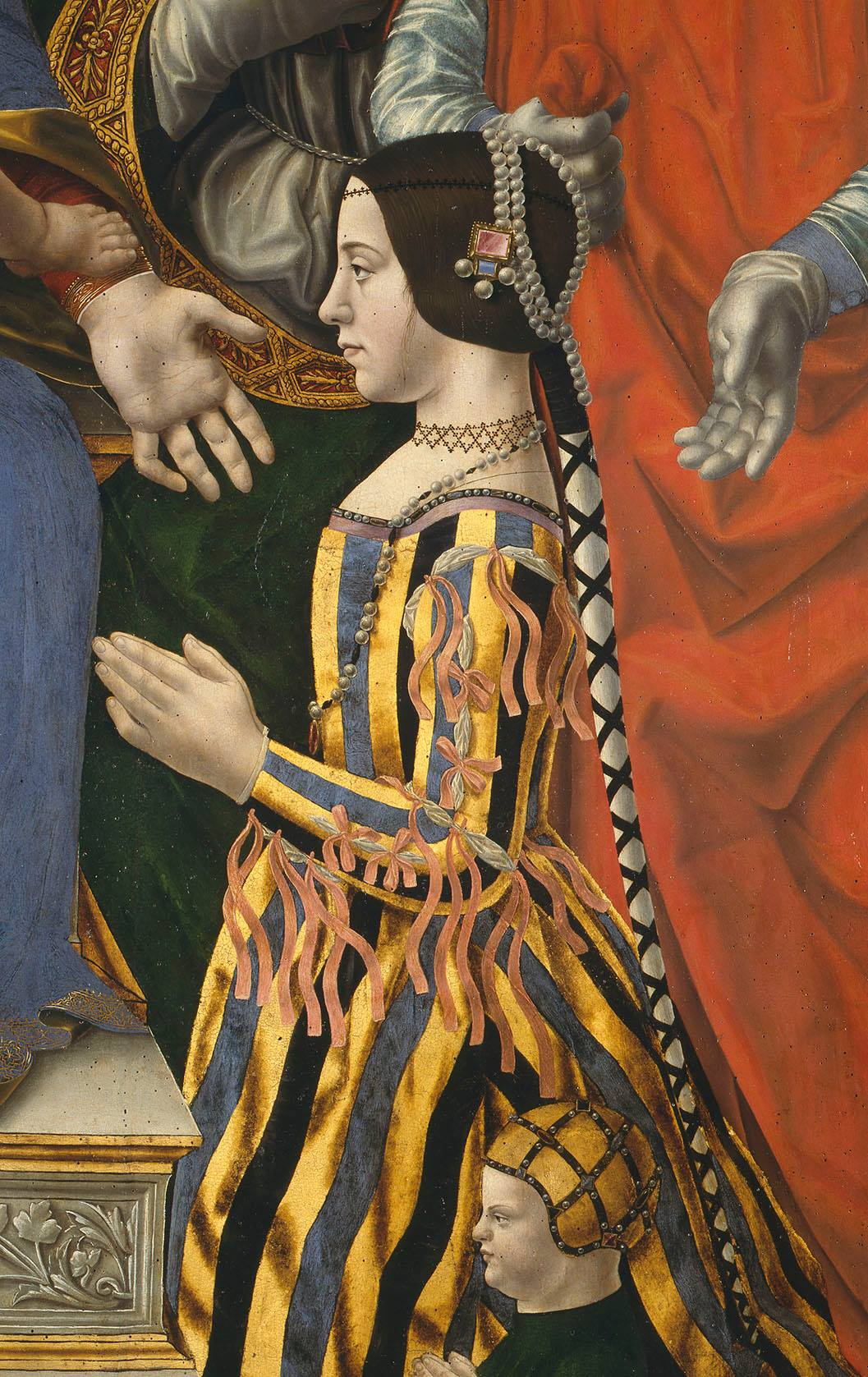
La duchessa Beatrice d'Este nella Pala Sforzesca, 1494-1495. Si noti la raffinatissima gorgierina stretta al collo.
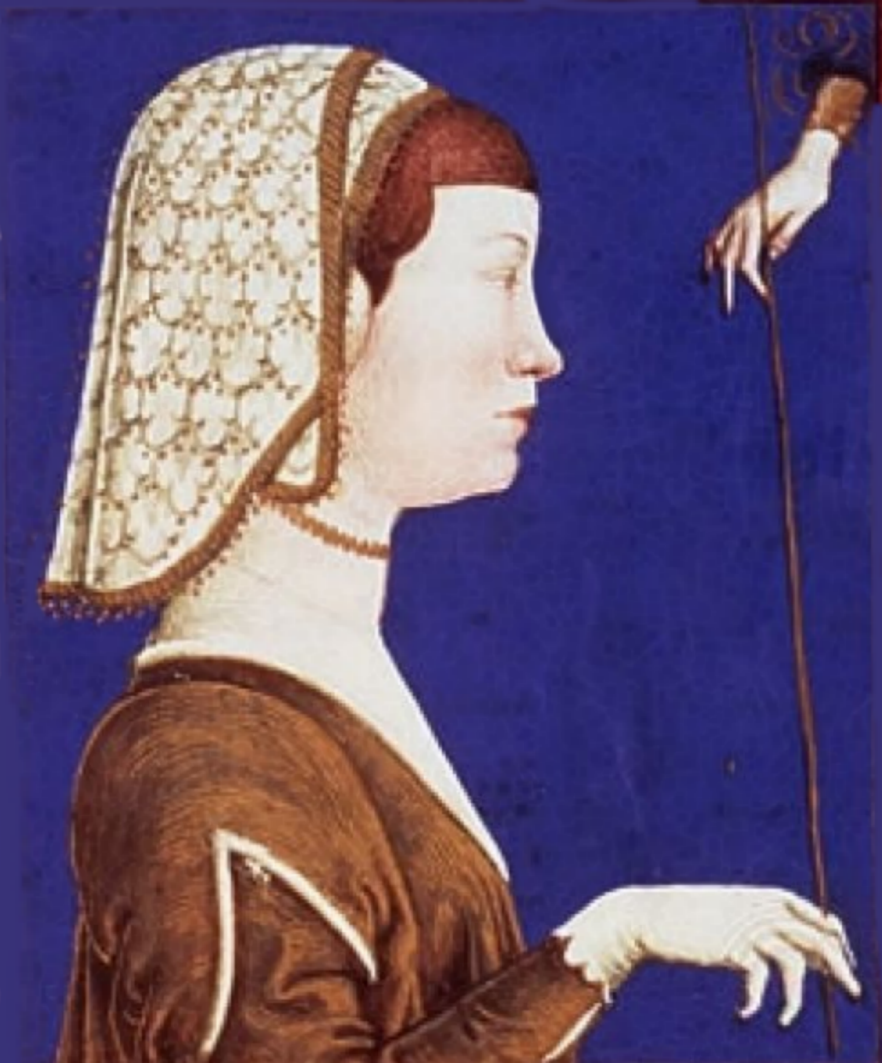
La duchessa Eleonora d'Aragona

### 1515-1530
Prima della formazione della gorgiera, l'abbigliamento del XVI secolo prevedeva ampi scolli a barca o quadrati, moda che partita dalla Francia e dall'Italia aveva sostituito la precedente moda Tudor allora dominante. Il farsetto maschile era ampiamente scollato e faceva vedere le pieghe della camicia (allora priva di colletto e bottoni) sottostante. Verso il 1515 durante l'epoca di Francesco I di Francia il collo iniziò nuovamente a salire per attestarsi intorno al 1530 sotto al mento. Verso gli anni quaranta del secolo anche il farsetto e la giubba imbottita arrivarono sotto al mento. La necessità di coprire il collo ed eliminare la scollatura era determinata da vari motivi. Primo tra questi era il clima, che divenne più freddo, un altro motivo era l'irrigidimento del clima religioso dovuto alla Controriforma. Secondo una diceria del periodo a determinare la diffusione delle gorgiere fu anche la sifilide, che spesso manifestandosi con pustole sul collo, necessitava di essere camuffata. 

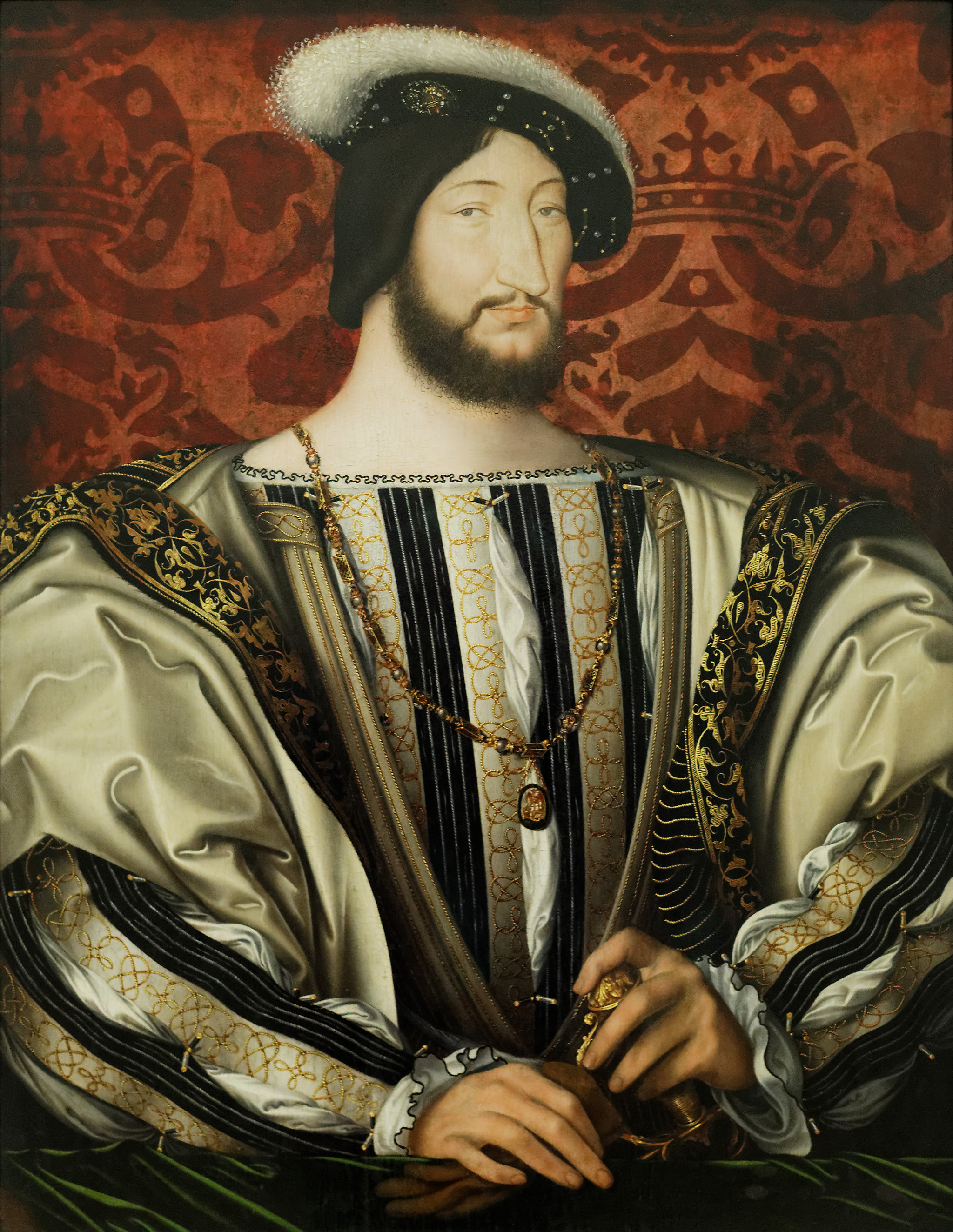
Ritratto di Francesco I di Francia, si notino le pieghe della camicia sottostante
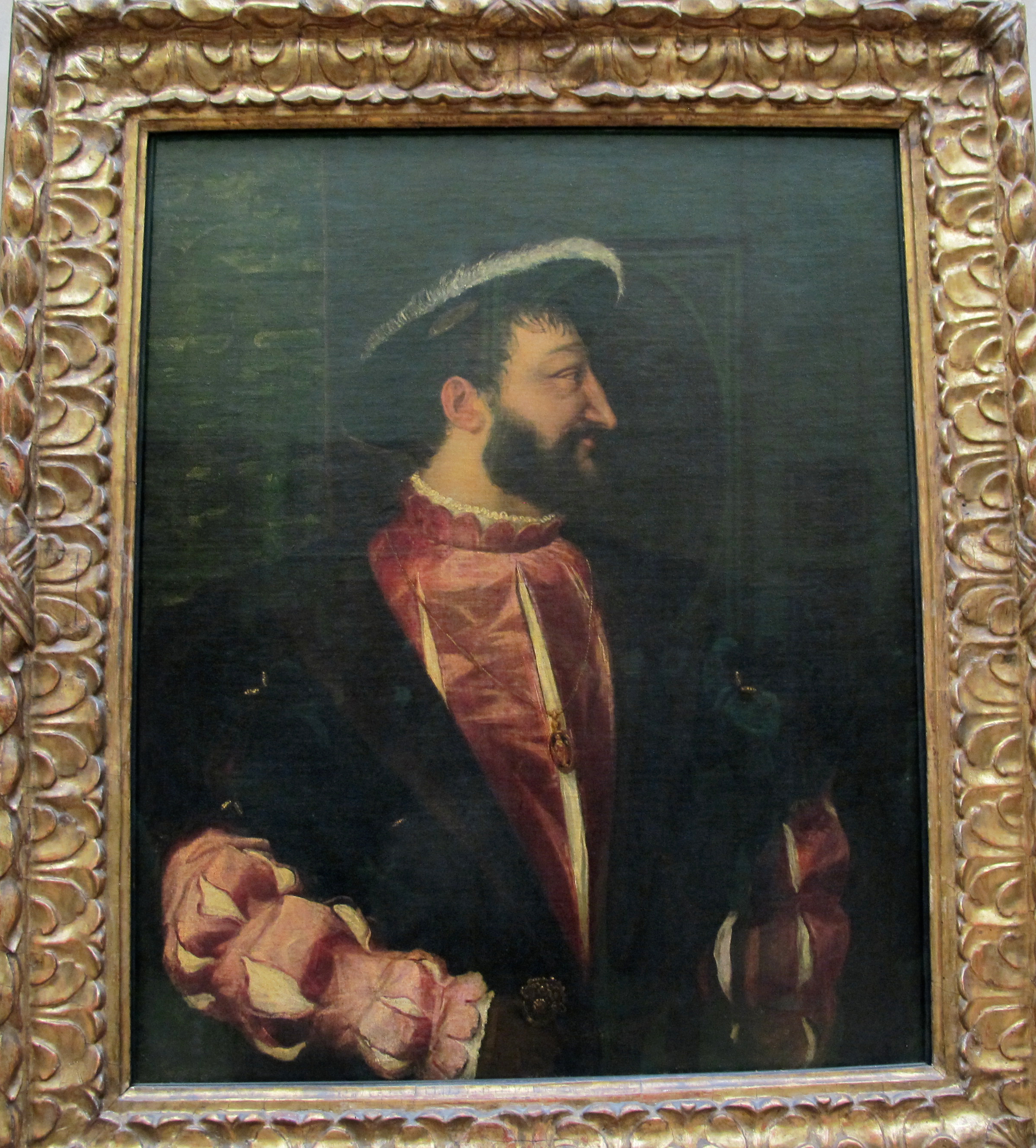
Altra immagine del re, realizzata da Tiziano nel 1539. Come si può notare la camicia è notevolmente più accollata, così come l'abito, le pieghe si sono trasformate in una lattughina

### 1540-1550
In questa fase la protogorgiera sembra far posto a un piccolo colletto bianco nell'abbigliamento sia maschile sia femminile

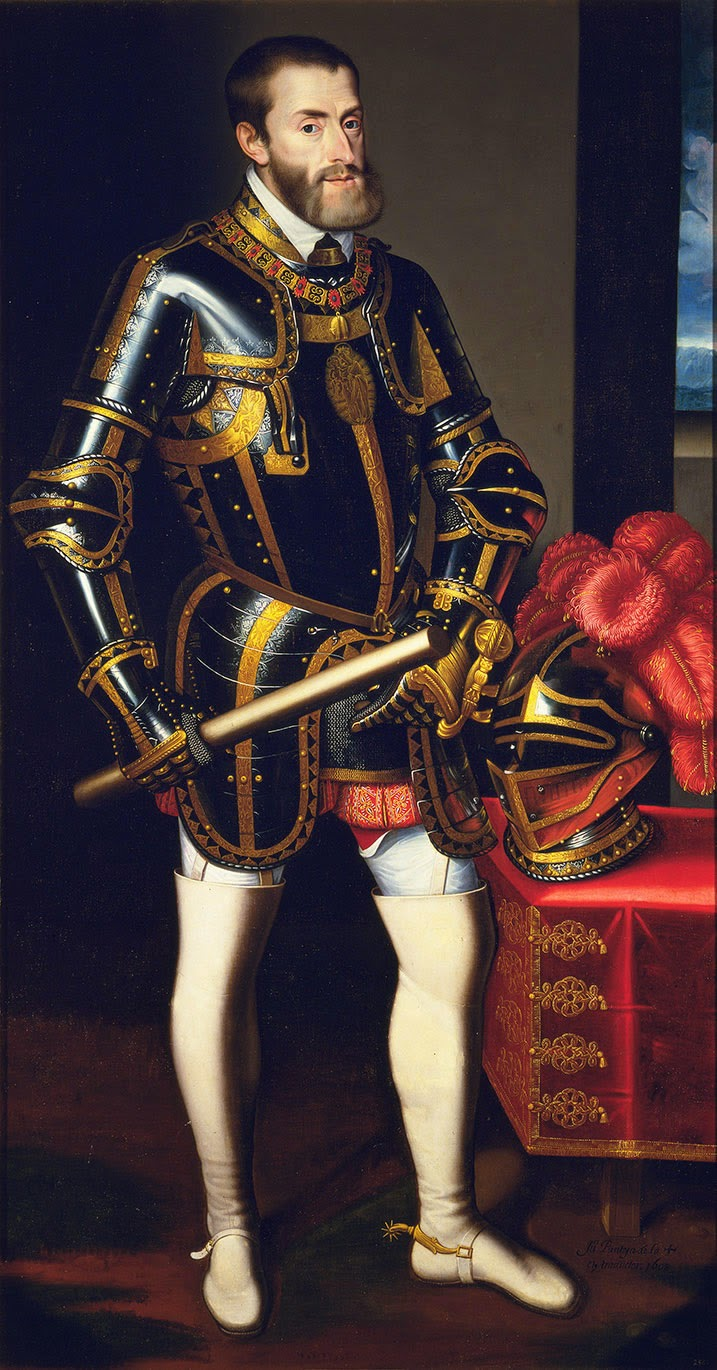
L'imperatore Carlo V d'Asburgo verso il 1540-45
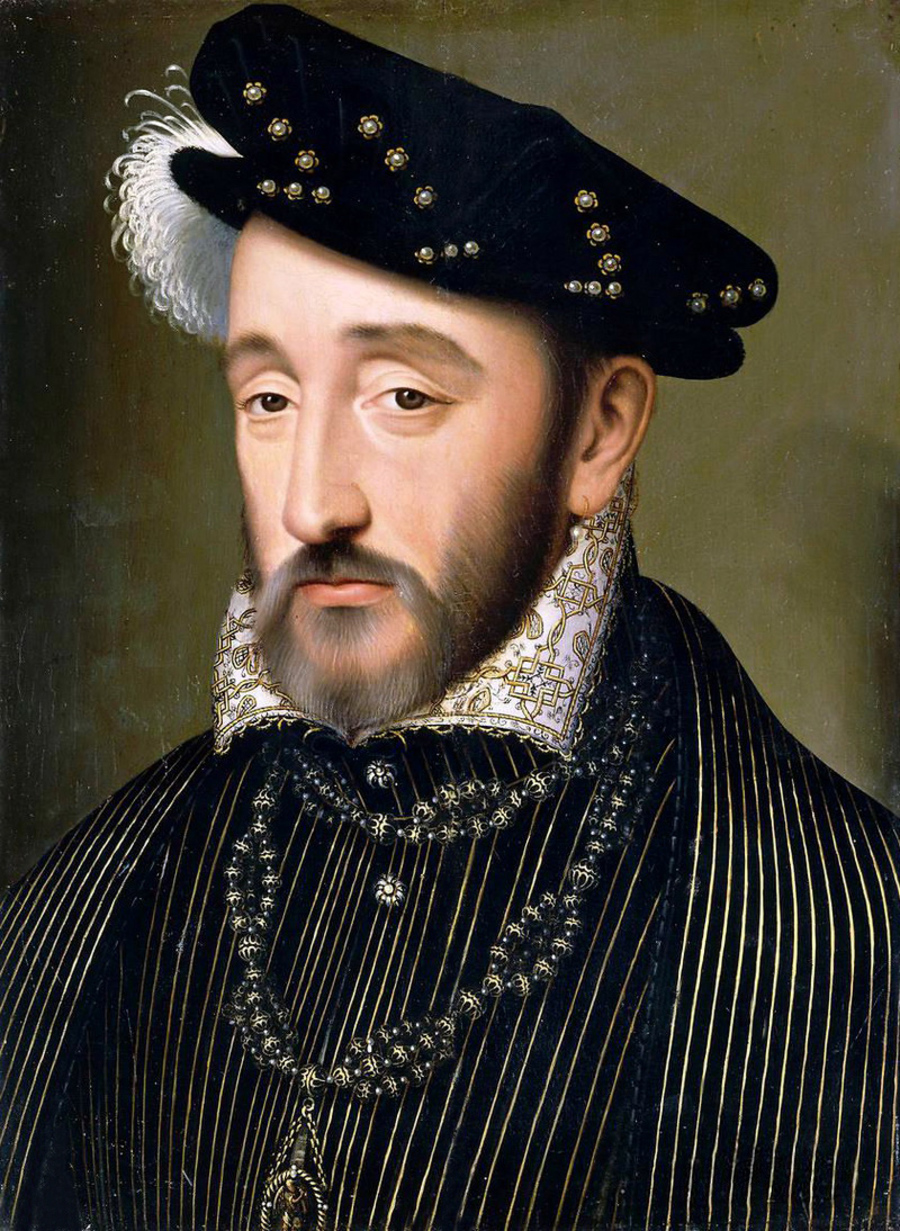
Enrico II di Francia, verso il 1550
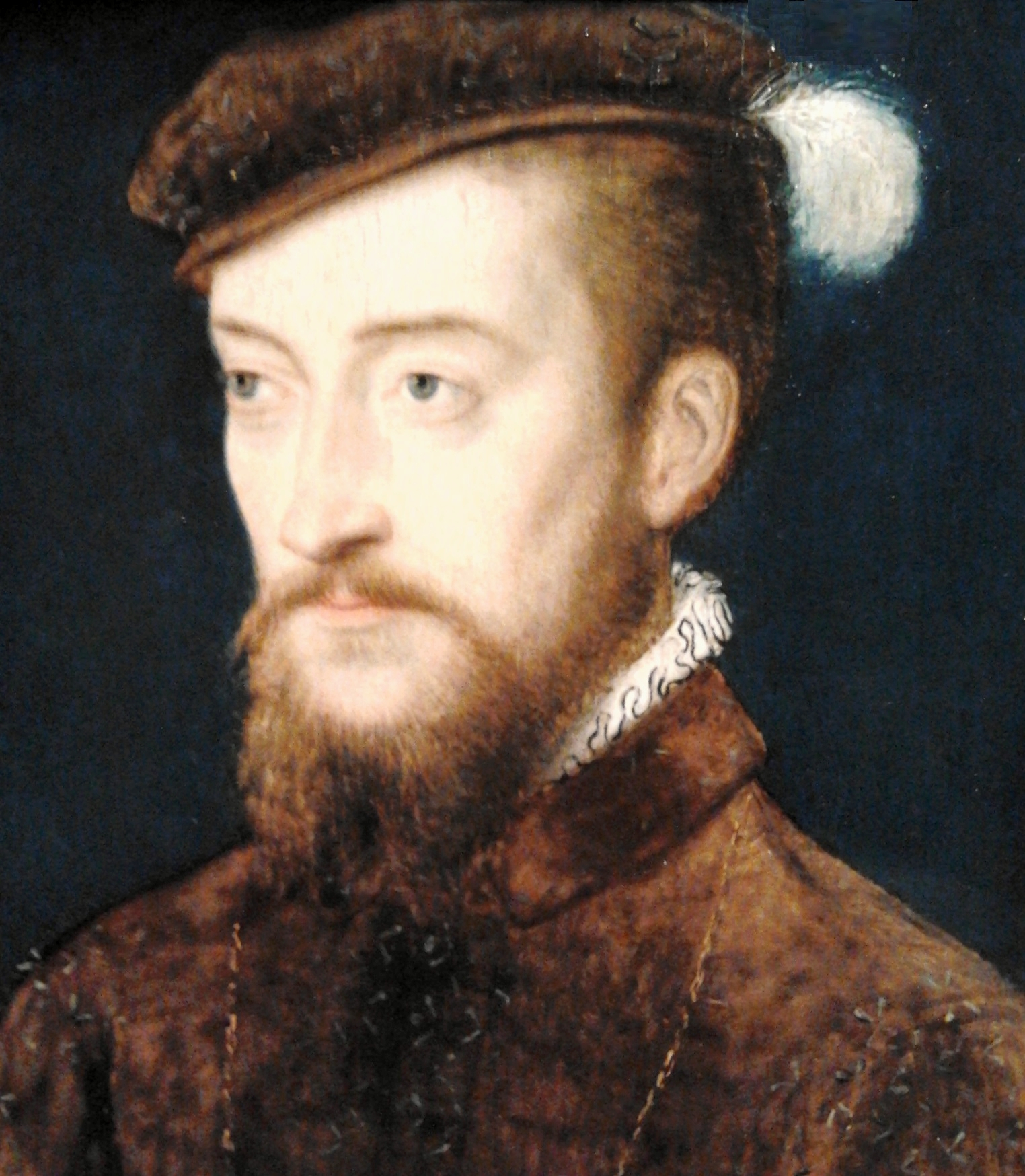
Lyon Antoine de Bourbon con lattughina

### 1560-70
Negli anni sessanta la gorgiera fa la sua vera e propria comparsa, le dimensioni inizialmente erano abbastanza limitate, la gorgiera in questo periodo si mostra ben pieghettata

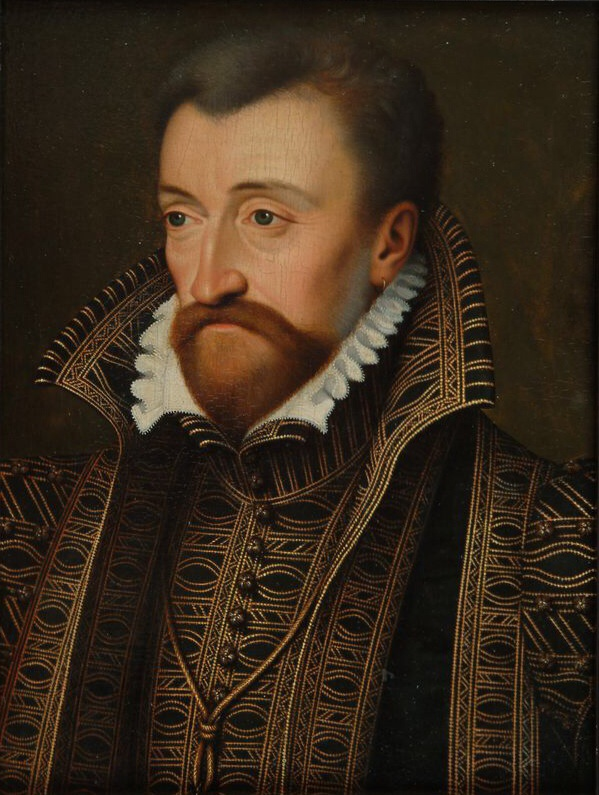
Antoine de Bourbon, padre del re Enrico IV di Francia, 1560
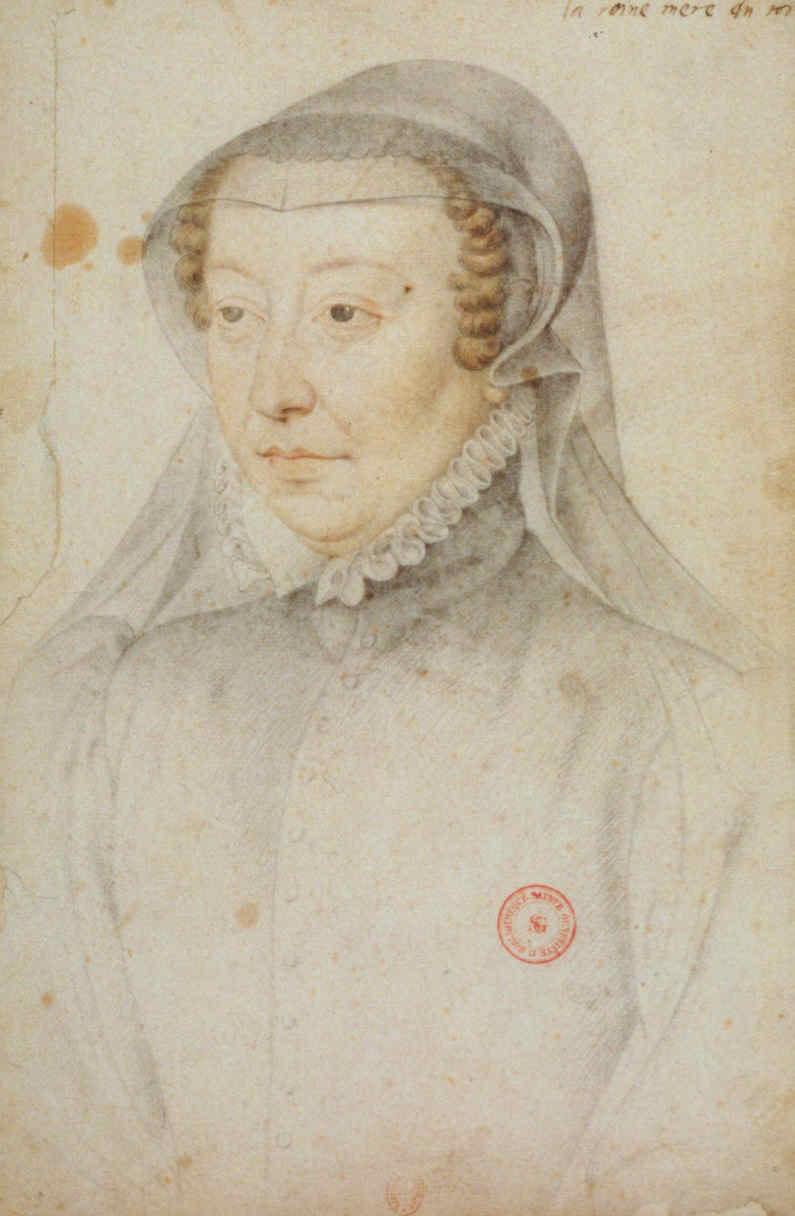
Caterina de Medici, 1560
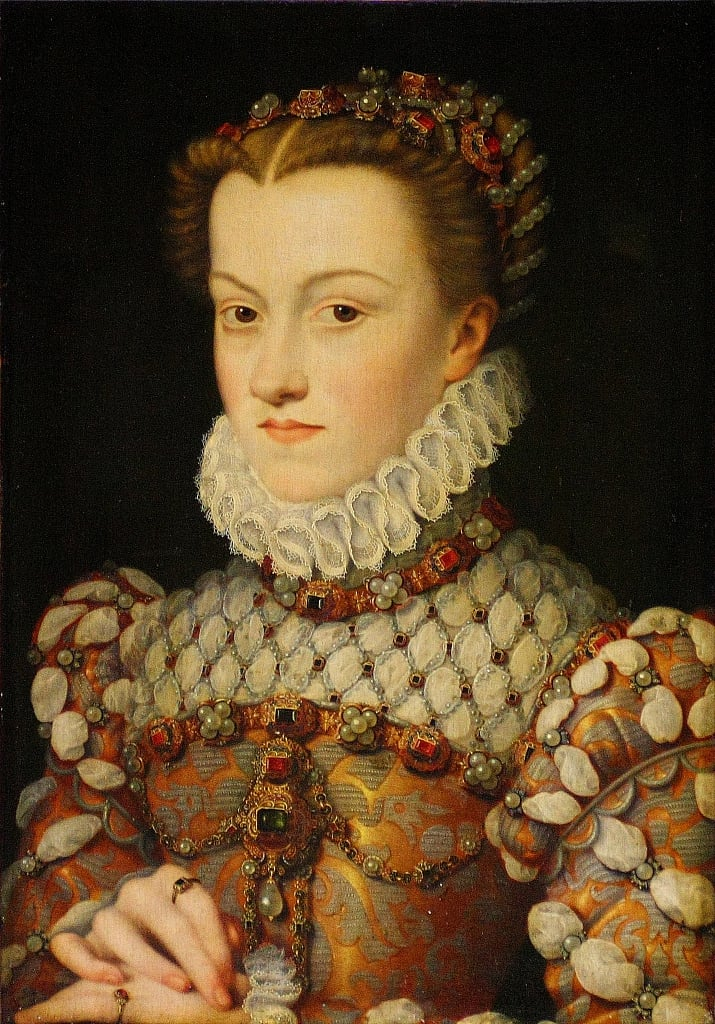
Giovane nobildonna con gorgiera, verso il 1570
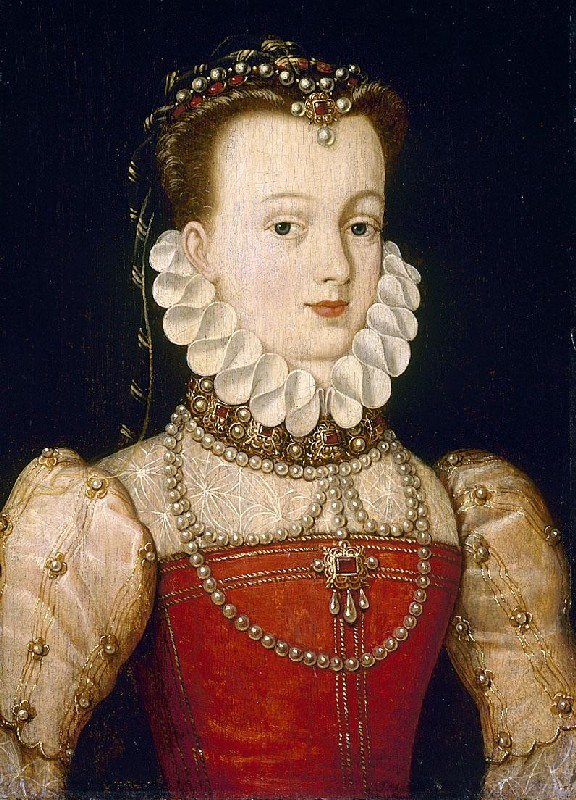
Elisabetta d'Austria, 1570-75
Carlo IX
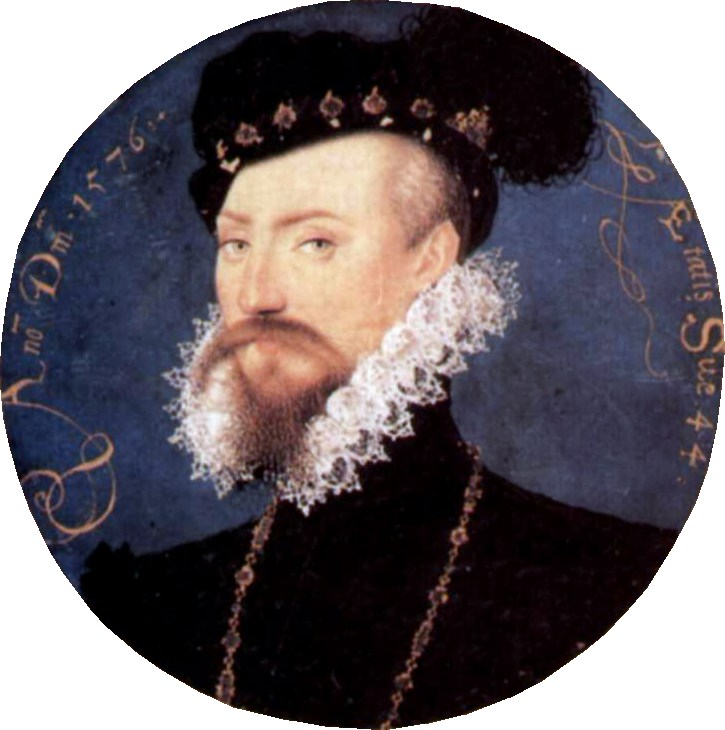
Nicholas Hilliard

### 1580
Negli anni ottanta del secolo le gorgiere sotto l'influenza della moda spagnola diventano sempre più grandi ed elaborate, spesso di pizzo in Italia e Spagna, e piatte e arricciate in Francia. Altro centro propulsore della moda delle gorgiere fu l'Inghilterra elisabettiana. Nonostante le gorgiere divenissero sempre più grandi e ricamate, i paesi a maggioranza protestante come l'Inghilterra o con forte presenza ugonotta, come la Francia, preferirono in questi anni adottare nella quotidianità dei piccoli colletti adornati di finissimo pizzo, le gorgiere iniziavano a essere usate solo nelle cerimonie formali e nelle feste.

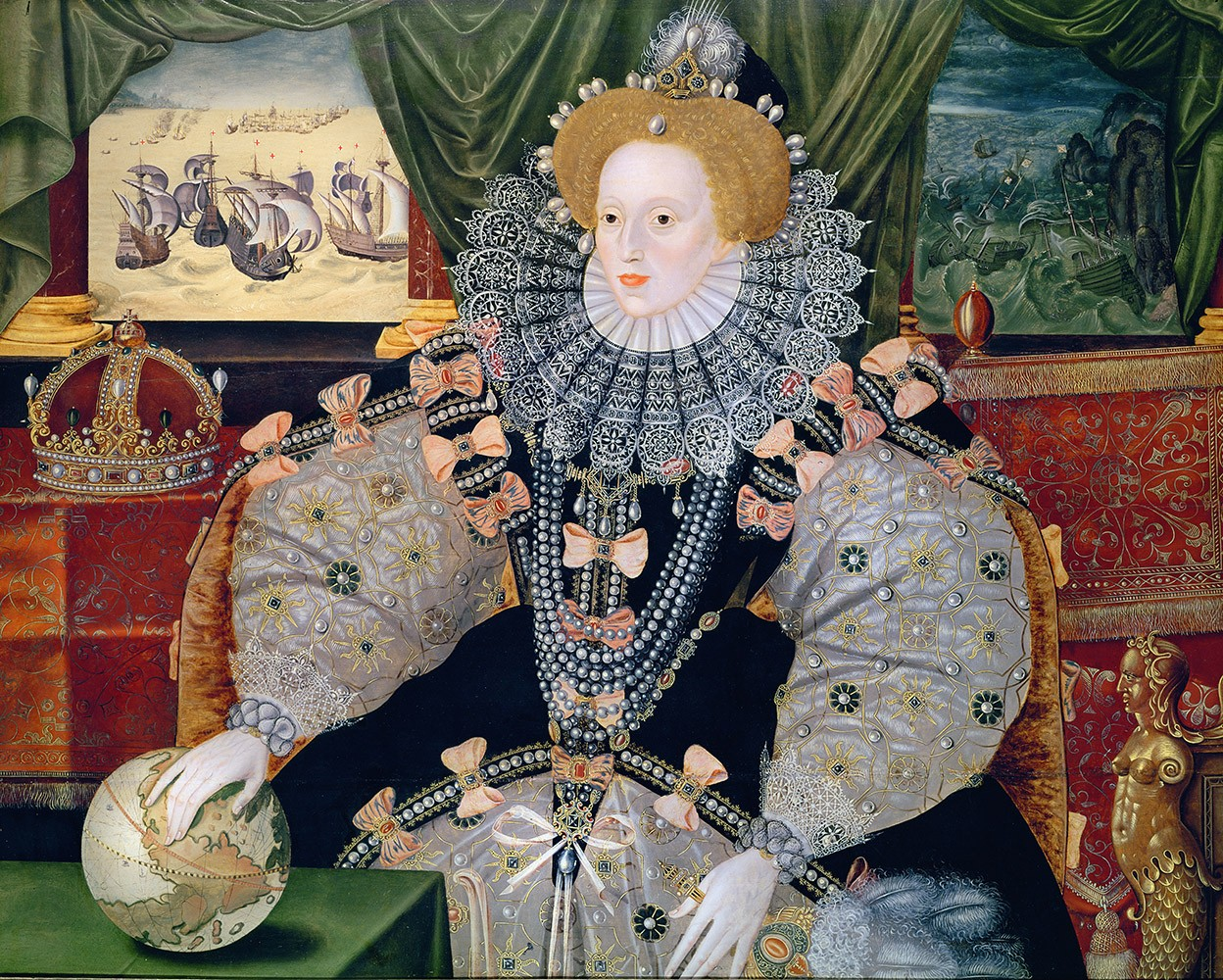
Elisabetta I verso il 1585
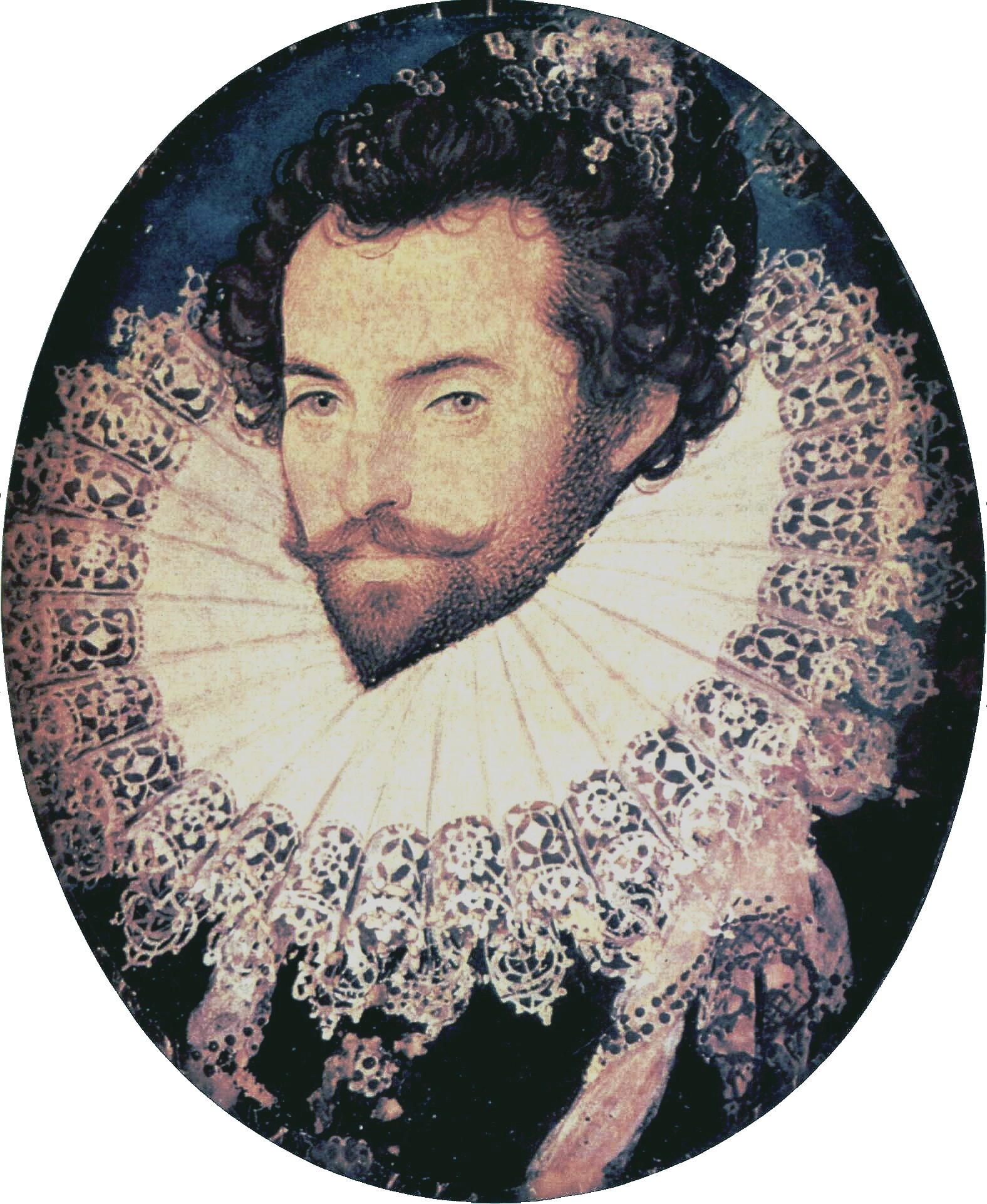
Sir Walter Raleigh, anni sessanta del XVI secolo
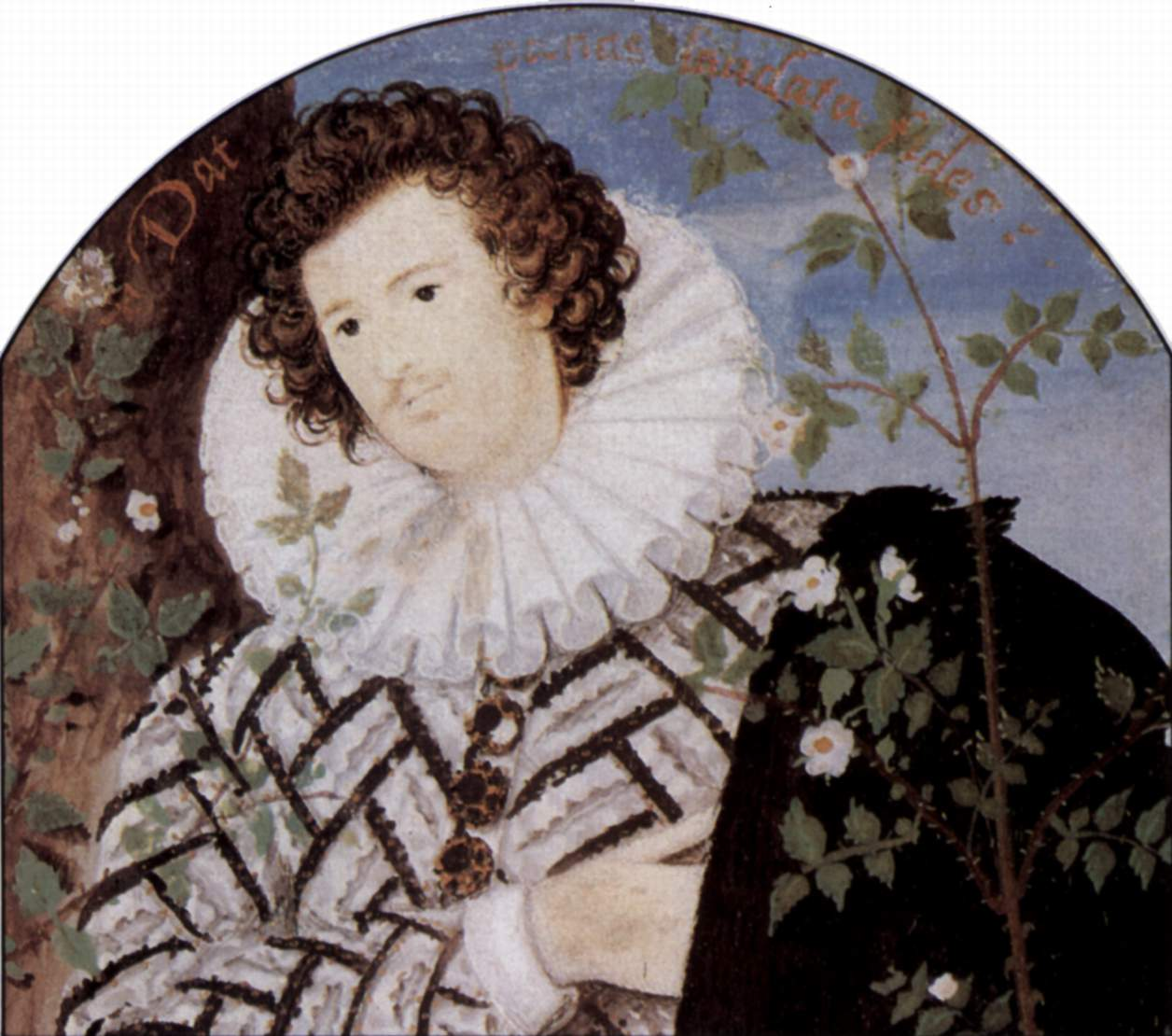
Ritratto di giovane uomo, 1587-1590
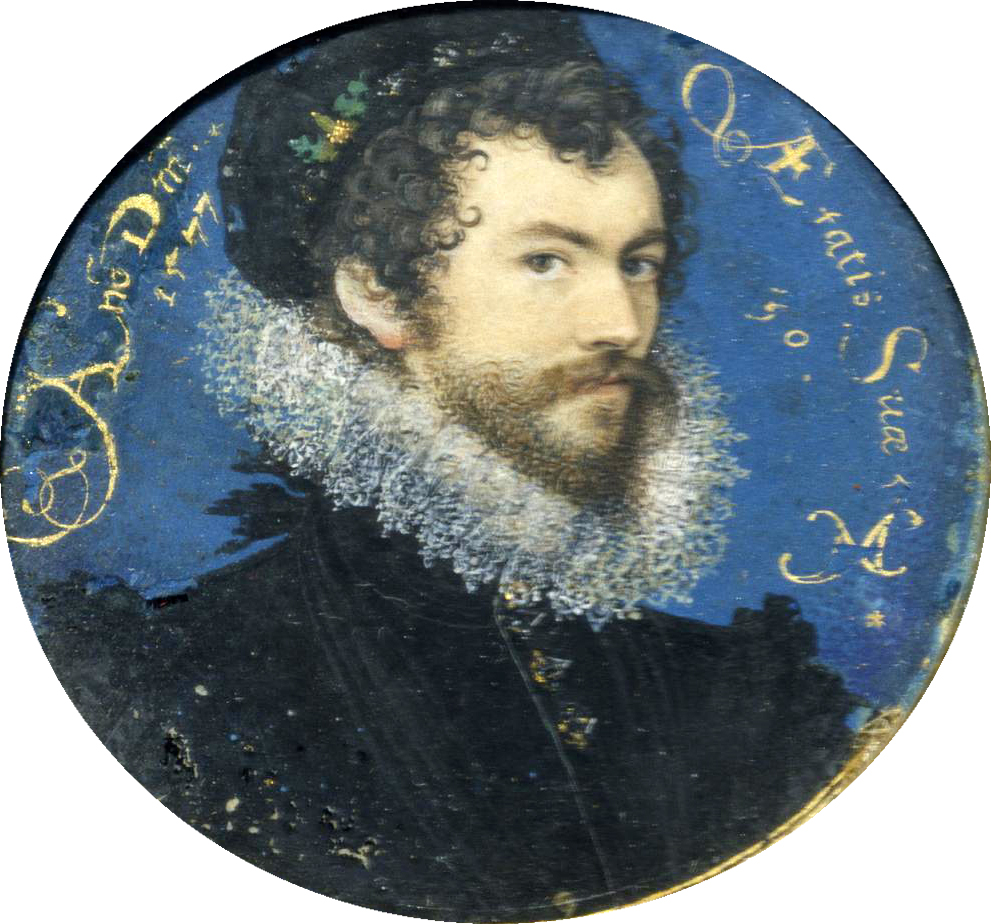
Nicholas Hilliard, autoritratto
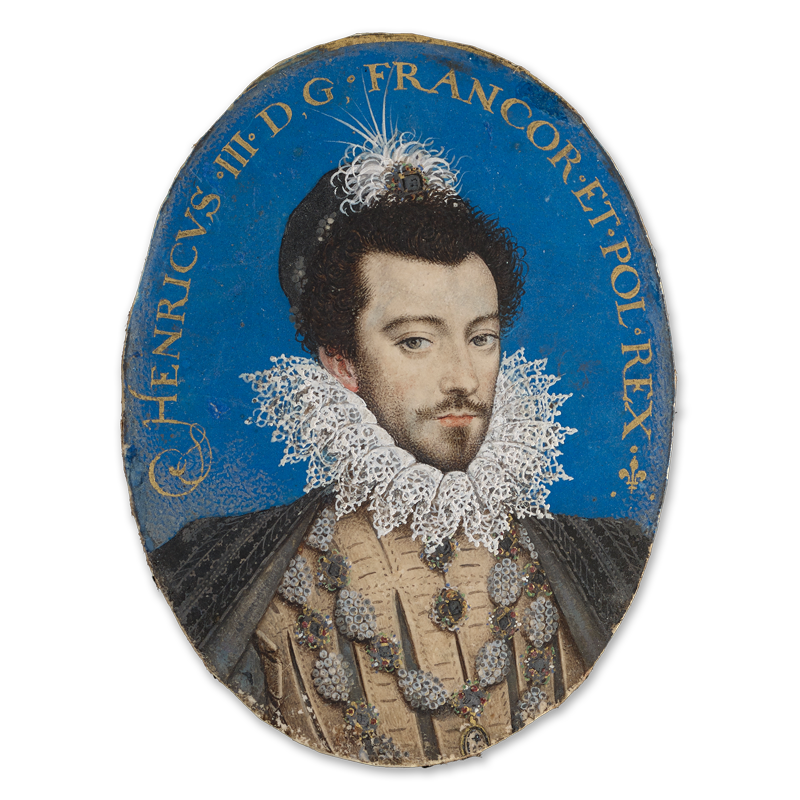
Enrico III di Valois, anni ottanta del secolo
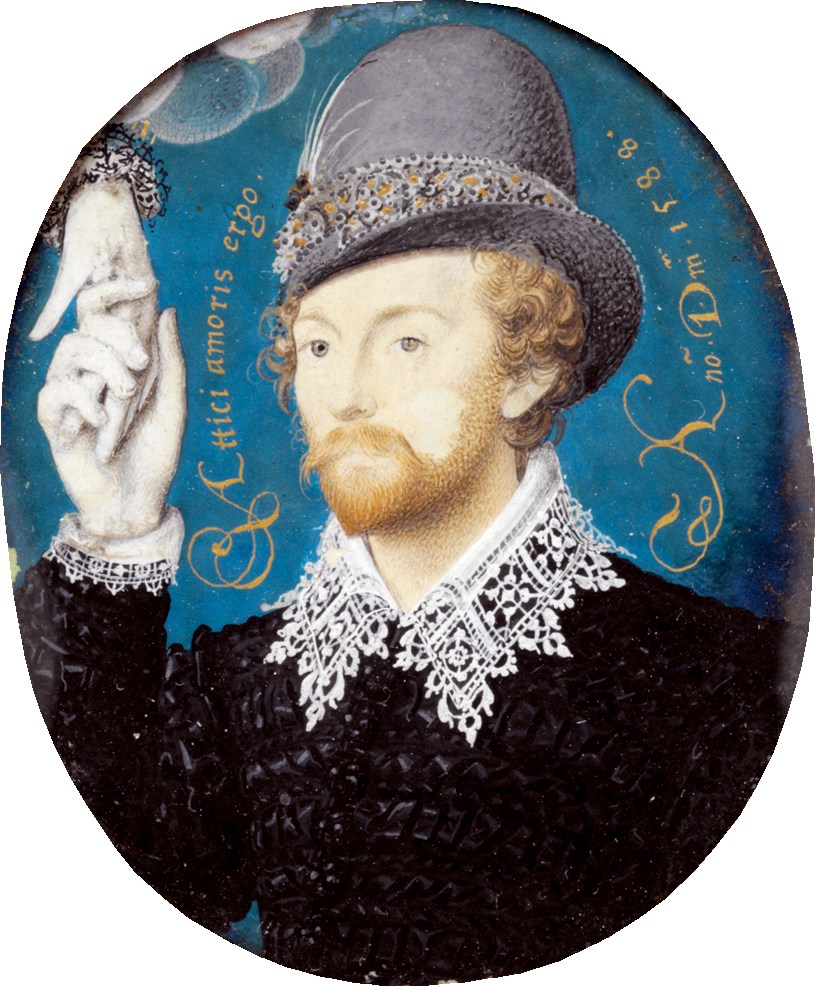
Esempio di colletto di pizzo in Inghilterra tra il 1580 e il 1590
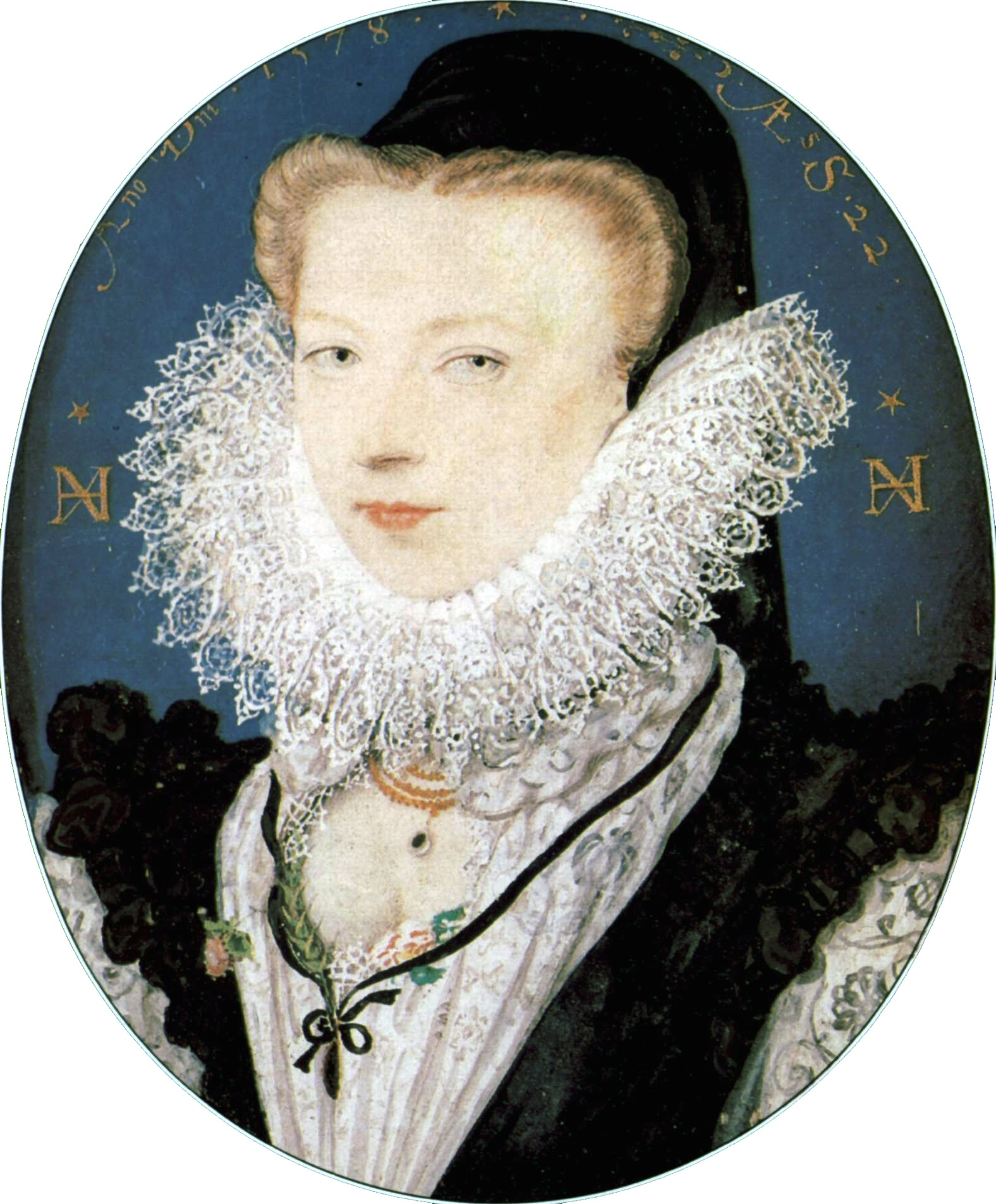
Gorgiera femminile negli anni ottanta
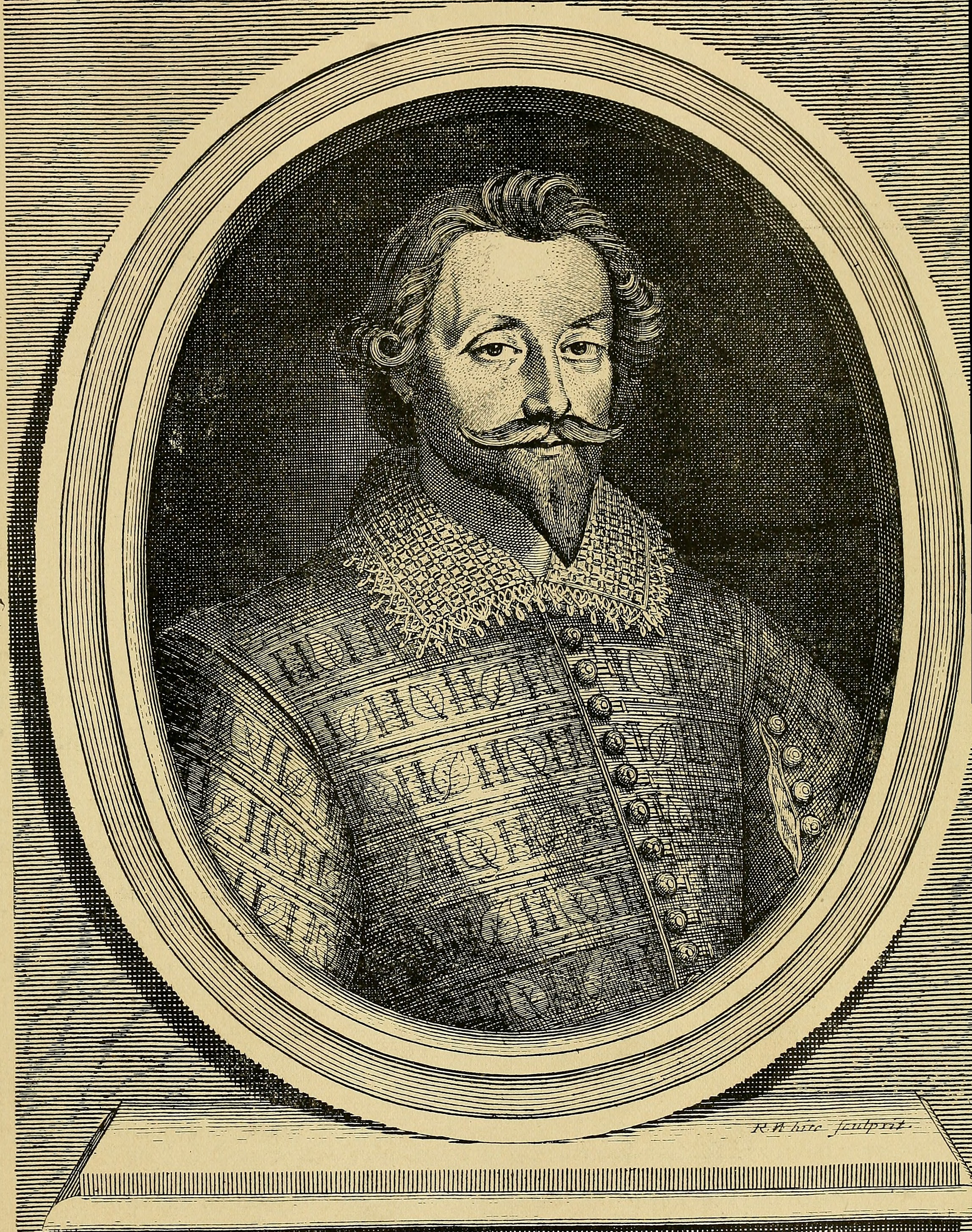
Esempio di collare di pizzo
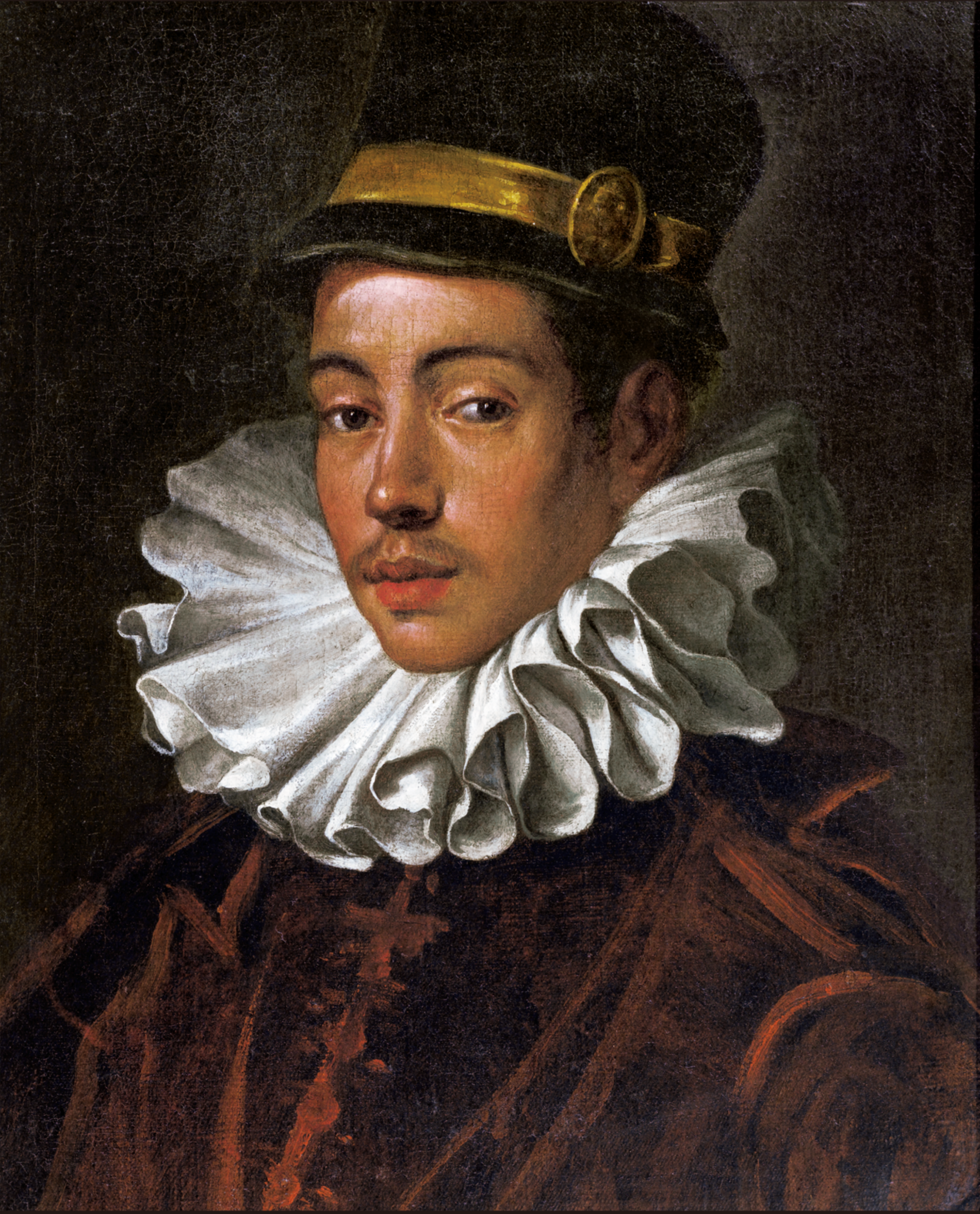
Itō Mancio, 1585

### 1590-1620
Con la fine delle guerre di religione e il restauro del cattolicesimo anche le gorgiere sotto Enrico IV tornarono come moda quotidiana. Il periodo tra il 1590 e il 1620 sarà caratterizzato ancora dal predominio spagnolo nella moda. Nelle nazioni nordiche la gorgiera non viene più inamidata, mentre in Spagna e Italia la moda della gorgiera rigida persisterà fino al 1640. 

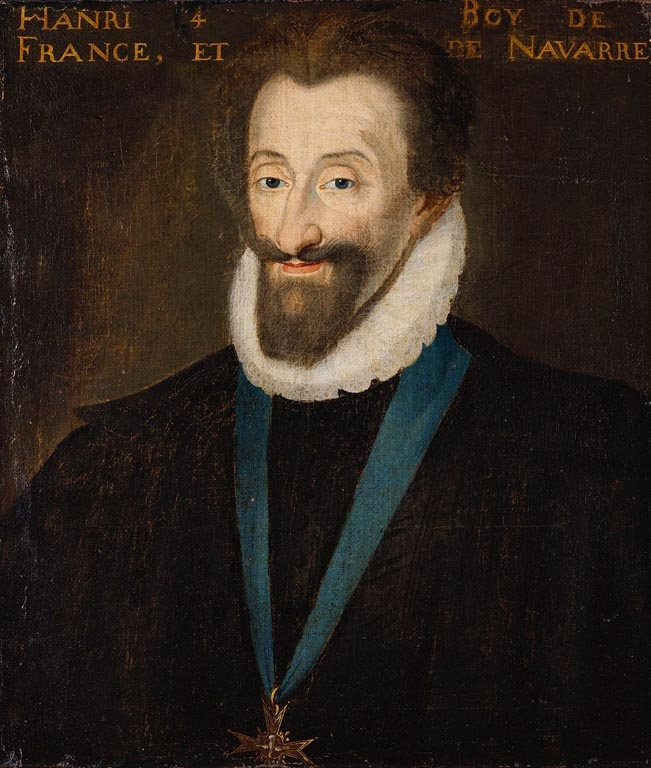
Enrico IV di Borbone
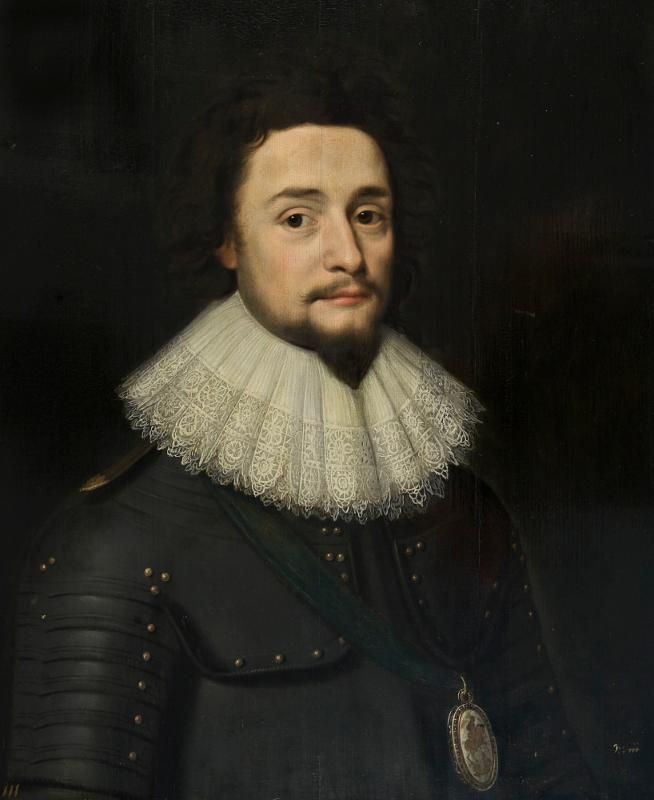
Modello nordico di Gorgiera, 1600
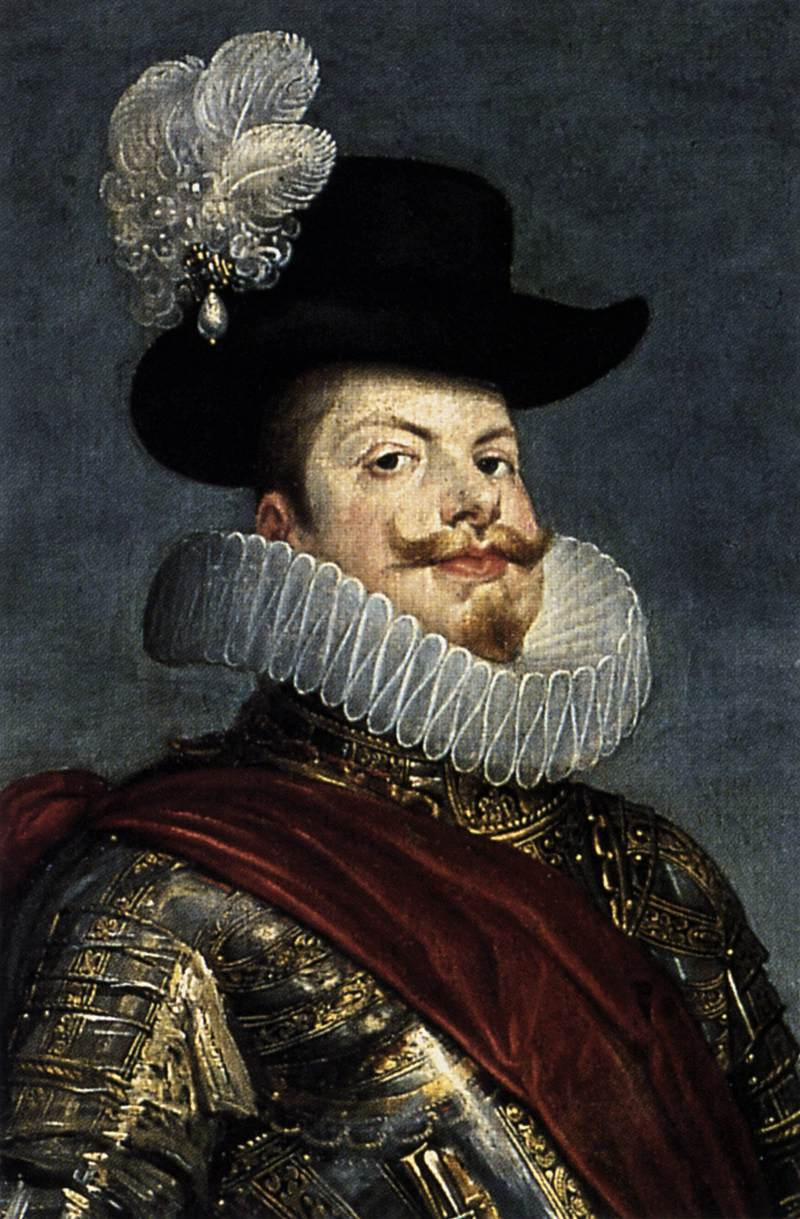
Filippo III di Spagna, XVII secolo
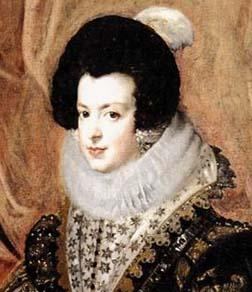
Elisabetta di Borbone, sorella di Luigi XIII e moglie del re di Spagna
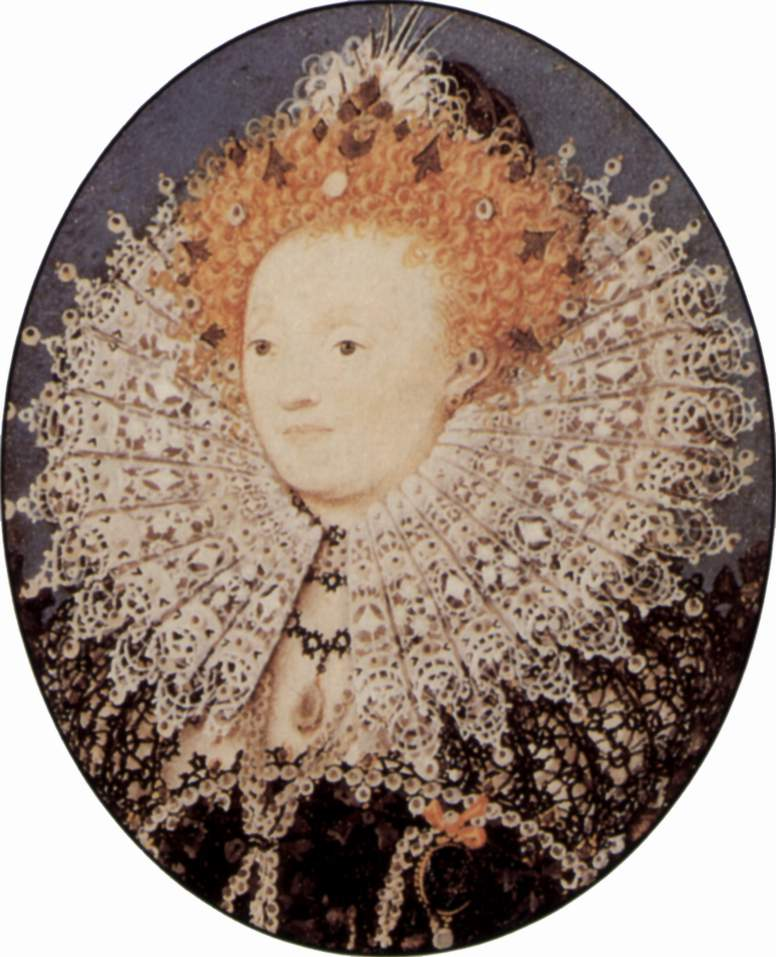
Gorgiera femminile verso il 1600